# Skålvisa
Skålvisor är en sammanfattande beteckning på visor (dryckesvisor) som sjungits och sjungs i direkt anslutning till skåldrickandet.
De äldre skålvisorna har rötter i medeltiden, fast knutna till ritualen att låta dryckeskärlet gå runt bordet. Texten syftade ibland på själva dryckessederna. Dessa skålvisor var korta, bestående av en enda strof, till skillnad från de längre och mer berättande dryckesvisorna.
De äldsta skålvisorna har ofta sjungits som en dialog mellan den person som ska dricka skålen och övriga deltagare, 
vilket innebar att en och samma skålvisa har sjungits om och om igen för varje deltagare. En sådan visa är Det var i vår ungdoms fagraste vår.
Ett slags medeltida skålceremoni knuten till gillen kallades minnedrickning eller bara minne, och de visor som hörde till kallades också gärna minne alternativt minnevisor eller gillesverser. Uppgifterna om dem har vi främst från gillesstatuter. Några sådana visor finns bevarande i handskrifter från 1400-talet.
Under 1800-talet kom den mer moderna skålvisan, snapsvisan, att i stort sett konkurrera ut den inte lika funktionsinriktade dryckesvisan.

### Fotnoter
1. 1 2 3 4 5   Skålvisa i Nationalencyklopedins nätupplaga. Läst 1 juni 2014.
2. 1 2   Dryckesvisa i Nationalencyklopedins nätupplaga. Läst 1 juni 2014.
3. ↑   Minnedrickning i Nationalencyklopedins nätupplaga. Läst 1 juni 2014.